# Ампо (страва)
Ампо — страва, приготовлена з ґрунту, вживається в їжу жителями деяких районів Центральної і Східної Яви.

## Приготування
Для приготування страви використовується ґрунт, зібраний на рисових полях і очищений від каменів та інших сторонніх предметів. Зібрану тверду масу збивають палками, після чого бамбуковим ножем зрізають тонкі смужки продукту і скручують у довгі спіралі. Отримані земляні рулети запікають і коптять у глиняних горщиках протягом 30—90 хвилин. Продукт, що пройшов термічну обробку, можна вживати в їжу.
Приготування ампо — це сімейний бізнес однієї з сімей в індонезійському селі Табан. Продаючи цю страву на місцевому ринку, сім'я заробляє близько 2 доларів на день. За словами місцевої жительки Расіми, котра готує цю страву, її смак безпосередньо залежить від якості використовуваного ґрунту.

## Медичне застосування
Офіційного підтвердження користі чи шкоди ампо немає. Однак місцеві жителі використовують його як болезаспокійливий засіб. Ампо вживають навіть вагітні жінки, оскільки жителі Табану вважають, що страва добре впливає на шкіру малюка і дозволяє зробити її здоровою і сяючою.
З наукової точки зору потреба вживання землі в їжу може бути пов'язана з анемією та недостатньо добрим харчуванням.